# Metcalfa
Metcalfa (лат.) — род цикадовых насекомых из семейства Flatidae (Fulgoroidea). Имеют североамериканское происхождение, но M. pruinosa была завезена в Европу (включая Великобританию). Длина тела имаго от 5,5 до 8 мм и ширина в самом широком месте от 2 до 3 мм.

## Виды
- Metcalfa frigida  (Metcalf & Bruner, 1948)
- Metcalfa persea  (Metcalf & Bruner, 1948)
- Metcalfa pruinosa  (Say, 1830)
- Metcalfa regularis  (Fowler, 1900)
- Metcalfa siboney  (Metcalf & Bruner, 1948)